# 椎名橙
椎名橙（8月21日—），日本女性漫畫家。她的作品主要活躍於《花與夢》。代表作是在白泉社連載的《我的吸血鬼王子》、《即使如此世界依然美麗》。

## 人物簡介
2002年以短篇「遍體鱗傷的兩人」入圍白泉社第318回HMC（花與夢漫畫家之路）努力獎，同年以入圍第41回Big Challenge大獎佳作。
2008年的《我的吸血鬼王子》是她的首部連載漫畫，翌年2009年，同名漫畫榮獲第34回白泉社雅典娜新人優秀獎。
2009年起連載《即使如此世界依然美麗》至今，2014年4月至6月播出同名作品的電視動畫。

## 作品列表
※部分作品日文直譯。《花與夢》連載。全由白泉社發行。

### 短篇
- 遍體鱗傷的兩人（《花與夢》2002年8月1日號）
- （《花與夢》2003年2月1日號）
- 60個月（《花與夢》2003年4月1日號）
- （《花與夢》2003年6月1日號）
- （《別冊花與夢》2003年9月號）
- （《別冊花與夢》2004年1月號）
- （《花與夢》2004年4月1日號）
- （《花與夢》2004年10月1日號）
- （《花與夢》2004年12月1日號）
- （《花與夢》2005年6月1日號）
- 通學路（《花與夢》2006年14號）
- （《花與夢》2007年1月25日號）
- ／1（《別冊花與夢》2007年6月號）、2（《別冊花與夢》2007年10月號）
- 小竹同學與向原同學（《花與夢》2007年7月25日號）
- 山田與水平線（《花與夢》2007年9月25日號）
- （《花與夢》2008年3月25日號）
- 道草。（《花與夢》2008年7月25日號）
- （《花與夢》2013年9月1日號）

### 連載
- 我的吸血鬼王子（日语：不思議のマリア君）（2008年－2010年）
- 風暴與獸醫（日语：嵐とドクター）（2010年－2011年）
- 即使如此世界依然美麗（2009年－連載中）

## 單行本
- 我的吸血鬼王子（日语：不思議のマリア君）（2008年－2010年，全2冊）尖端出版
- 風暴與獸醫（日语：嵐とドクター）（2010年－2011年，全1冊）
- 即使如此世界依然美麗（2009年－連載中，已發行20冊）尖端出版
- 小竹同學與向原同學 -椎名橙短篇集-（2014年，全1冊）

## 外部連結
- 椎名橙的X（前Twitter） （日語）